# Stazione di Villaverde Bajo
La stazione di Villaverde Bajo è una stazione ferroviaria di Madrid, importante snodo in cui confluiscono le linee Madrid-Valencia e Madrid-Valencia de Alcántara. Da essa inoltre si diramano le linee per San Cristóbal Industrial, Vallecas Industrial e Madrid Santa Catalina.
Dispone di servizi di media distanza e forma parte delle linee C3 e C4 delle Cercanías di Madrid.
Si trova in paseo de la Estación, nel distretto Villaverde di Madrid.

## Storia
La stazione è stata inaugurata il 9 febbraio 1851 con la linea Madrid - Aranjuez.